# Candollea (rivista)
Candollea è una rivista con illustrazioni e descrizioni botaniche edita dal Giardino Botanico di Ginevra. È stata preceduta dall'Annuaire du Conservatoire et du Jardin Botanique de Geneve, pubblicato in francese. Candollea pubblica lavori scientifici originali in francese, tedesco, spagnolo, italiano o latino sulla sistematica, la morfologia e l'ecologia delle piante e su argomenti strettamente legati alla fitotassonomia. Viene pubblicata due volte all'anno.
Al 2025 ha ricevuto un fattore di impatto pari a 0,7 e ha avuto un indice H pari a 21.

## Articoli notevoli
Esempi derivati da it.wikipedia
- Avellara fistulosa
- Ubaldi D. & Puppi G., 1989 - A new subspecies of Anemone trifolia L. Candollea 44: 137-146. (Anemonoides trifolia)